# پسی خرس بزرگ
پسی خرس بزرگ یک ستاره است که در صورت فلکی خرس بزرگ قرار دارد.